# 저지 드레드 (1995년 영화)
저지 드레드(Judge Dredd)는 1995년 개봉한 미국의 SF 액션 영화이다. 저지 드레드를 원작으로 하며, 2012년 개봉한 동명의 영화랑은 관련이 없다.

## 캐스팅
- 실베스터 스탤론 - 저지 드레드
- 아먼드 아산티 - 리코 드레드
- 롭 슈나이더 - 퍼지
- 다이앤 레인 - 저지 허시
- 위르겐 프로흐노 - 저지 그리핀
- 막스 폰 쉬도브 - 시프 저지 파고
- 조애나 마일스 - 저지 맥그루더
- 허먼 퍼거슨 - 리코

## 한국판 성우진(SBS)
- 이정구 - 저지 드레드 (실베스터 스탤론)
- 한상혁 - 리코 (아먼드 아산티)
- 권희덕 - 허시 (다이안 레인)
- 이윤선 - 퍼지 (롭 슈나이더)
- 지미애 - 일사 (조안 첸)
- 송두석 - 그리핀 (위르겐 프로흐노)
- 김현직 - 시프 저지 파고 (막스 폰 쉬도브)
- 이선영
- 온영삼
- 한상덕
- 강연숙
- 김정호
- 유제상
- 장승길
- 박규웅
- 이재용
- 김일
- 구자형